# Adidas Telstar 18
Adidas Telstar 18 är namnet på de officiella matchbollarna vid världsmästerskapet i fotboll 2018, som spelades i Ryssland. Bollarna är tillverkade av Adidas som är ett partnerföretag till Fifa och officiell bolleverantör till mästerskapet sedan 1970. Adidas Telstar 18 är en variant på Adidas Telstar, som 1970 var Adidas första matchboll som användes i ett världsmästerskap.
Adidas Telstar 18 presenterades för första gången i Moskva den 9 november 2017 av Lionel Messi.